# Ayrton Plaisant
Ayrton Plaisant (Curitiba, em 8 de março de 1892 - Guaratinguetá, 1 de maio de 1959) foi um militar brasileiro.

## Biografia
Ayrton Plaisant era filho de Alcebíades Cézar Plaisant e Eugênia Guimarães, sendo bisneto do Visconde de Nacar. Estudou no Colégio Militar do Rio de Janeiro, mas concluiu os estudos na Escola Militar de Porto Alegre. Após ser promovido a Aspirante a Oficial retornou a Curitiba.
Participou do Conflito do Contestado; da defesa de Teresina, Piauí, contra a Coluna Prestes; e da Revolução de 1930.
Assumiu o comando da Polícia Militar do Paraná em 11 de abril de 1932, à frente da qual participou da Revolução Constitucionalista; permanecendo no posto até 3 de outubro de 1934.
Faleceu em 1 de maio de 1959, na cidade de Guaratinguetá, São Paulo.